# チリ軍
チリ軍（チリぐん、スペイン語: Fuerzas Armadas de Chile）は、チリの軍事組織。
2007年時点で三軍種の総員75,700人。
チリ大統領の指揮の下、国防大臣を通じて文民統制を受ける。国防省傘下の陸海空の三軍の他に内務省統制下の治安組織からなる。
18歳になると12ヶ月から24ヶ月間の義務兵役制がある。ただし教育的もしくは宗教的理由があればこれを延期する事が出来るとされる。
近年は主要装備の更新計画により、チリ軍は南米諸国でもっとも先進的技術革新および専門性を有した軍隊となっている。

## 組織構成
三軍を統制する政府機関として国防省があり、その下の組織に国防参謀本部（Estado Mayor de la Defensa Nacional）が設けられている。

### 陸軍
陸軍は、約45,000人の現役兵と約50,000人の予備役、6個師団とその他の部隊・機関から成り、レオパルト2A4戦車を有するなど南米諸国でもっとも近代化が進んだ陸軍となっている。

### 海軍
海軍は4隻の潜水艦と8隻の大型水上戦闘艦を主力に66隻の艦艇を有し、バルパライソに主要基地を設けている。この他にヘリコプターを主力とする海軍航空隊や海兵隊がある。

### 空軍
空軍は5個の航空旅団とその他の部隊・機関から成る。キングジョージ島にも基地を有する。

### カラビネーロス
カラビネーロスは1927年4月27日に創設された国家警察および国家憲兵的組織である。形式上は国防省の指揮下にあるが、平時には事実上内務省の指揮下にある。